# Sandy Hill
Sandy Hill – miejscowość i dystrykt na Anguilli (terytorium zamorskie Wielkiej Brytanii). W 2001 liczyła około 557 mieszkańców.